# (34845) 2001 SN278
2001 SN278 (asteroide 34845) é um asteroide da cintura principal. Possui uma excentricidade de 0.12631580 e uma inclinação de 14.63488º.
Este asteroide foi descoberto no dia 21 de setembro de 2001 por LONEOS em Anderson Mesa.